# Bostrichidae

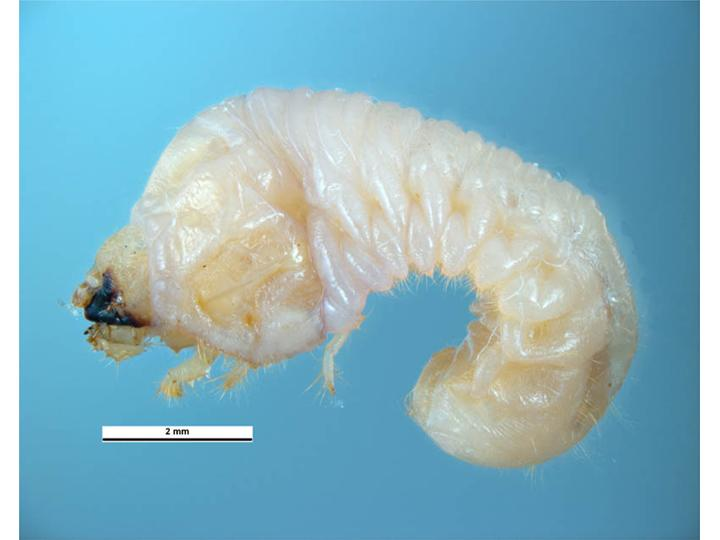
Heterobostrychus aequalis larva

Los bostríquidos (Bostrichidae) son una familia de coleópteros polífagos con unas 500 especies descritas, muchas de las cuales perforan la madera, con lo que pueden ocasionar daños en árboles o madera puesta en obra.
La subfamilia Lyctinae ha sido considerada con frecuencia como una familia independiente (Lyctidae).

## Algunas especies
Esta lista es incompleta:
- Amphicerus cornutus (Pallas, 1772)
- Apate terebrans (Pallas, 1772)
- Prostephanus truncatus (Horn, 1878)

Especies de Australia
- Dinoderus minutus (Fabricius)
- Lyctus brunneus (Stephens)
- Lyctus discedens Thomas Blackburn
- Lyctus parallelocollis Blackburn
- Mesoxylion collaris (Erichson)
- Mesoxylion cylindricus (Macleay)
- Minthea rugicollis (Walker)
- Rhyzopertha dominica (Fabricius)
- Sinoxylon anale (Lesne)
- Xylion cylindricus Macleay
- Xylobosca bispinosa (Macleay)
- Xylodeleis obsipa Germar
- Xylopsocus gibbicollis (Macleay)
- Xylothrips religiosus (Boisduval)
- Xylotillus lindi (Blackburn)

Especies en el Reino Unido
- Bostrichus capucinus
- Bostrychoplites cornutus (Olivier, 1790)
- Stephanopachys substriatus
- Trogoxylon parallelopipedum
- Lyctus cavicollis
- Lyctus linearis (Goeze, 1877)
- Lyctus planicollis
- Lyctus sinensis

Especies fósiles
- Discoclavata dominicana†Poinar Jr, 2013[4]